# フランシスリー・ブエノ
フランシスリー・トルエバ・ブエノ（Francisley Trueba Bueno, 1981年3月5日 - ）は、キューバ・ハバナ出身のプロ野球選手(投手)。左投左打。

## 経歴

### キューバ時代
1981年3月5日にキューバのハバナで生まれた。後にメジャーでプレーするユネル・エスコバーやブライアン・ペーニャとは幼い頃から友人だった。
2005年に亡命した。

### プロ入りとブレーブス時代
2006年2月16日にアトランタ・ブレーブスと契約を結んだ。同年は傘下のAA級ミシシッピ・ブレーブスでプレーした。
2007年は、AA級ミシシッピとAAA級リッチモンド・ブレーブスの2球団でプレーした。
2008年8月13日のシカゴ・カブス戦でメジャーデビューを果たした。同年のブレーブスでの登板はこの1試合のみだった。
2010年4月16日に解雇された。

### メキシカンリーグ時代
その後、メキシカンリーグのメキシコシティ・レッドデビルズと契約を結んだ。9試合に登板して4勝2敗・防御率4.40の成績を残した。

### 韓国時代
2010年8月5日に、不振により退団したホセ・カペランの代役として、KBOのハンファ・イーグルスと契約を結んだ。9試合に登板して1勝3敗・防御率9.10の成績を残し、同年限りで退団した。

### メキシカンリーグ復帰
2011年は、メキシカンリーグのモンテレイ・サルタンズでプレーした。

### ロイヤルズ時代
2012年からは、カンザスシティ・ロイヤルズでプレー。同年は4年ぶりにメジャーで登板を果たし、初勝利も記録した。
2014年は、メジャーで自己最多の30試合に登板した。オフにFAとなった。

### ロイヤルズ退団後
2015年1月18日にシカゴ・カブスとマイナー契約を結んだが、4月4日に自由契約となった。
5月21日にメキシカンリーグのモンテレイ・サルタンズと契約し、6月30日に自由契約となった。
2016年6月11日にメキシカンリーグのキンタナロー・タイガースと契約した。
2017年3月29日に自由契約となった。5月20日にメキシカンリーグのドゥランゴ・ジェネラルズと契約した。

## 詳細情報

### 年度別投手成績
| 年 度    | 球 団    | 登 板 | 先 発 | 完 投 | 完 封 | 無 四 球 | 勝 利 | 敗 戦 | セ 丨 ブ | ホ 丨 ル ド | 勝 率 | 打 者 | 投 球 回 | 被 安 打 | 被 本 塁 打 | 与 四 球 | 敬 遠 | 与 死 球 | 奪 三 振 | 暴 投 | ボ 丨 ク | 失 点 | 自 責 点 | 防 御 率 | W H I P |
| -------- | -------- | ----- | ----- | ----- | ----- | -------- | ----- | ----- | -------- | ----------- | ----- | ----- | -------- | -------- | ----------- | -------- | ----- | -------- | -------- | ----- | -------- | ----- | -------- | -------- | ------- |
| 2008     | ATL      | 1     | 0     | 0     | 0     | 0        | 0     | 0     | 0        | 0           | ----  | 13    | 2.1      | 5        | 1           | 1        | 0     | 0        | 1        | 0     | 0        | 2     | 2        | 7.71     | 2.57    |
| 2010     | ハンファ | 9     | 0     | 0     | 0     | 0        | 1     | 3     | 0        | 0           | .250  | 144   | 29.2     | 38       | 7           | 19       | 1     | 4        | 23       | 4     | 0        | 33    | 30       | 9.10     | 1.92    |
| 2012     | KC       | 18    | 0     | 0     | 0     | 0        | 1     | 1     | 0        | 4           | .500  | 69    | 17.1     | 16       | 0           | 2        | 1     | 1        | 7        | 0     | 0        | 4     | 3        | 1.56     | 1.04    |
| 2013     | KC       | 7     | 0     | 0     | 0     | 0        | 1     | 0     | 0        | 1           | 1.000 | 31    | 8.1      | 4        | 0           | 2        | 1     | 0        | 5        | 0     | 0        | 0     | 0        | 0.00     | 0.72    |
| 2014     | KC       | 30    | 0     | 0     | 0     | 0        | 0     | 0     | 0        | 5           | ----  | 142   | 32.1     | 36       | 3           | 7        | 2     | 1        | 20       | 1     | 1        | 16    | 15       | 4.18     | 1.33    |
| MLB：4年 | MLB：4年 | 56    | 0     | 0     | 0     | 0        | 2     | 1     | 0        | 10          | .667  | 255   | 60.1     | 61       | 4           | 12       | 4     | 2        | 33       | 1     | 1        | 22    | 20       | 2.98     | 1.21    |
| KBO：1年 | KBO：1年 | 9     | 0     | 0     | 0     | 0        | 1     | 3     | 0        | 0           | .250  | 144   | 29.2     | 38       | 7           | 19       | 1     | 4        | 23       | 4     | 0        | 33    | 30       | 9.10     | 1.92    |

- 2018年度シーズン終了時

### 背番号
- 26 (2008年、2010年)
- 67 (2012年 - 2014年、2015年 - )